# 오픈맨드리바 Lx
오픈맨드리바 Lx(영어: OpenMandriva Lx)는 오픈맨드리바 협회 및 쿠커 그룹에서 개발한 컴퓨터 운영 체제이다.

## 기원과 배포판
오픈맨드리바 Lx는 커뮤니티 리눅스 배포판이다. 이 오픈맨드리바 프로젝트는 2012년 5월에 만들어졌으며 이 당시 맨드리바 S.A.는 소비자용 제품의 개발을 맨드리바 커뮤니티에 전가함으로써 파산을 면하였다. 최초의 안정판(OpenMandriva Lx 2013 "Oxygen")은 2013년 말에 출시되었다.

## 오픈맨드리바 협회
오픈맨드리바 협회는 191 프랑스 법에 의거하여 2012년 12월 12일 설립되었다. 자유 소프트웨어에 대한 열정을 가진 전 세계 공동체인 오픈맨드리바 커뮤니티를 감독하며 자유 코드와 협업 콘텐츠의 제작에 대한 리더십을 부여한다. OpenMandriva Lx를 포함하여 자유 소프트웨어 프로젝트를 관리한다.

## 버전
2013년 말에 최초 버전의 OpenMandriva Lx가 출시되었다. 맨드리바 리눅스 2011에 기반을 두었는데 이는 ROSA 리눅스와 맨드리바 SA를 혼합한 것이다.
OpenMandriva Lx 2014 "Phosphorus"는 2014년 5월에 출시되었다. 이 릴리스는 초기 맨드리바 리눅스 배포판의 설립자들 중 한 명인 Gael Duval에게서 매우 긍정적인 평가를 받았다.
최신 안정판은 OpenMandriva Lx 2014.2 코드명 "The Scion"이며, 2014.1의 버그픽스 릴리스이다. 2015년 6월 28일에 출시되었다.
OpenMandriva Lx 3.0의 베타 릴리스는 2016년 6월에 출시되었다. 새로운 릴리스에는 코어 시스템에 상당한 변경이 있었다. gcc 대신 클랭 컴파일러로 완전히 빌드된 최초의 데스크톱 리눅스 배포판이다.
OpenMandriva Lx 3.0의 안정/최신판은 2016년 8월에 출시되었다.
OpenMandriva Lx 3.01는 2016년 12월에 출시되었다.
OpenMandriva Lx 3.02는 2017년 6월에 출시되었다.

### 버전 역사
| 버전                                                                     | 출시일     | EOL 날짜   | 커널 버전 |
| ------------------------------------------------------------------------ | ---------- | ---------- | --------- |
| 2013.0                                                                   | 2013-12-22 | 2014-05-28 | 3.11.8    |
| 2014.0                                                                   | 2014-05-09 | 2017-11-21 | 3.13.11   |
| 2014.1                                                                   | 2014-10-26 | 2017-11-21 | 3.15.10   |
| 2014.2                                                                   | 2015-06-29 | 2017-11-21 | 3.18.12   |
| 3.0                                                                      | 2016-08-14 | 빈칸       | 4.6.5     |
| 3.01                                                                     | 2016-12-25 | 빈칸       | 4.9.0     |
| 3.02                                                                     | 2017-06-21 | 빈칸       | 4.11.3    |
| 3.03                                                                     | 2017-11-21 | 빈칸       | 4.13.12   |
| 범례:오래된 버전오래된 버전, 지원 중최신 버전최신 미리보기 버전배포 예정 |            |            |           |

## 같이 보기
- 마제야
- PCLinuxOS